# كاشريس لبناني
الكاشريس اللبناني أو الشَّمَارُ العَرِيضُ أو الرَّازِيَانَجُ العَرِيضُ أو الكُلَّيْخَةُ (باللاتينية: Cachrys libanotis) نوع نباتي ينتمي إلى جنس الكاشريس من الفصيلة الخيمية.

## البيئة والانتشار
موطن هذا النوع المغرب العربي وإيطاليا وإسبانيا والبرتغال.

## مرادفات للاسم العلمي
- (باللاتينية: Cachrydium libanotis Link)
- (باللاتينية: Cachrys humilis Schousb.)
- (باللاتينية: Cachrys linearia Mill.)
- (باللاتينية: Cachrys peucedanoides Desf.)
- (باللاتينية: Cachrys pterochlaena var. leiocarpa Coss.)
- (باللاتينية: Cachrys sphaerocarpa Ten.)
- (باللاتينية: Crithmum libanotis Link)
- (باللاتينية: Hippomarathrum bocconei Boiss.)
- (باللاتينية: Hippomarathrum bocconei var. denticulatum Andr.)
- (باللاتينية: Hippomarathrum libanotis (L.) Koch ex DC.)
- (باللاتينية: Hippomarathrum libanotis subsp. bocconei (Boiss.) Maire)
- (باللاتينية: Hippomarathrum libanotis var. faurei Maire)
- (باللاتينية: Smyrnium libanotis (L.) Crantz)